# Jacob Davis Abohbot
 Jacob Davis Abohbot  (Ilha Terceira, Açores, Portugal, 20 de junho de 1840 -?) foi um político português e agente consular de Tunis (Tunísia) em Portugal.

## Biografia
Foi o proprietário e redactor do jornal "A Evolução", órgão do Partido Republicano, que se publicou de 3 de Dezembro de 1885, e viu suspendida a publicação em 22 de julho de 1896.

## Relações Familiares
Foi filho do Reverendo Mimon Abohbot (Mogador, Marrocos, 1800 – Angra do Heroísmo, ilha Terceira, Açores 21 de julho de 1875) e de D. Elizabeth Davis (12 de julho de 1806 -?)
Casou com D. Rosa Borges Leal.